# Howard Vernon
Howard Vernon (eredeti nevén Mario Walter Lippert) (Baden-Baden, Badeni Nagyhercegség, 1908. július 15. – Issy-les-Moulineaux, Franciaország, 1996. július 25.) német származású francia színész. Ismert volt negatív és horrorkarakterek megformálójaként. Gyakori szereplője Jesús Franco spanyol filmrendező filmjeinek, melynek jelentős része alacsonyköltségvetésű exploitation-film (horror, thriller, erotikus film). Francóval közel 40 filmet forgatott. Legismertebb szerepe ezekben a filmekben Dr. Orloff nevű őrült orvos.

## Élete és munkája

### Fiatal évei
Vernon apja a svájci Julius Joseph Lippert, aki Németországban szállodát üzemeltetett, míg anyja a német Doris Hermine Frieda Häffner volt. Bernben és Nizzában végezte tanulmányait. Tökéletesen beszélt németül, angolul, később a franciát is elsajátította. Először apjához hasonlóan a szállodaiparban dolgozott. 1932-től 1934-ig recepciós volt luxusszállodákban St. Moritzban és Luzernban, majd Franciaországban és Egyiptomban.

### Színi tanulmányai
A színészetet Berlinben kezdte tanulni, majd Zürichben folytatta egy Németországból elmenekült színész Erwin Kalser alatt. 1938-ban kisebb színpadi számokkal Londonban lépett fel. A második világháború idején Párizsban élt, ahol semleges svájci állampolgársága révén szabadabban mozoghatott. Tagja lett egy revüszínháznak, a Casino de Paris-ban is fellépett szórakoztató számokkal, angol nyelvet is tanított és kabarékban szerepelt. Ismert volt kalandvágyáról, merész viselkedéséről és különcködéseiről.
1944-ben visszament Nagy-Britanniába, ahol a BBC előadója volt. Párizs felszabadítása után újból visszatért a francia színpadra, ahol sikert ért el a Un ami viendra ce soir c. drámában egy német tisztet alakítva. Ettől fogva a háború utáni filmekben náci tisztek karaktereire kezdett specializálódni. 1949-ben Jean-Pierre Melville Le silence de la mer c. filmjében – mely Vercors: A tenger csendje című novellájából készült – pozitív szereplőt, egy jószándékú német tisztet alakít, ez a szerep hírnevet hozott neki. Ettől kezdve az NSZK-beli filmesek is érdeklődni kezdtek iránta és az 1950-es években több filmjükben is szerepelt. Megjelenése és jellemző akcentusa miatt a német tisztek mellett kemény gengsztereket és más gonosz személyeket alakított, akiknek arcáról a gonoszságon túl büszkeség is sugárzik.

### Kapcsolata Jesús Francóval
Az 1960-as években Spanyolországban tűnt fel western- és Zorro-filmekben. Ott ismerkedett meg az akkor még segédrendezőként dolgozó Jesús Francóval. Franco és Vernon barátok lettek, s mikor Franco önálló rendezőként debütált, elkezdte alkalmazni Vernont. Olyan szoros munkakapcsolat alakult ki kettejük között, hogy Franco egyik legjobb és legtöbbet alkalmazott színésze lett filmjeiben, amihez hozzájárult, hogy Francónak egy idő után Franciaországban kellett már dolgoznia. A Franco-rajongók a számos közös alkotás közül Dr. Orloff szerepét és két Frankenstein-filmben nyújtott alakítását tartják a legjobbnak.
Francónak gyakran baráti szívességből vállalt munkát, még a rendező egy-egy pornófilmjében is feltűnik, de természetesen továbbra hagyományos színészként játszik benne. Mivel értett a fényképészethez, ezért eredeti nevén, Mario Lippertként fotográfusi munkát is vállalt Francónak a filmeknél, ezzel is segítve a költségvetés lefaragását.
Vernon gyakorlatilag trashfilm-sztárrá vált közel másfél évtizedre Franco keze alatt, s tőle kapta gyakorlatilag a legtöbb vezető szerepet. Karaktere megmaradt a negatív személyiségek oldalán: sötét, komor, olykor szadista egyéneket játszott, akik borzongató kastélyokat uralnak, vagy őrült zsenik, esetleg kegyetlen áltudósok.

## Utolsó évei
Életében közel 160 filmben játszott. Utoljára 1995-ben vállalt el szerepet, nem sokkal halála előtt. Az utolsó film, melyben ténylegesen megjelent, a halála után, 2000-ben bemutatott Banqueroute Antoine Desrosières rendezésében. A készítők róla készült archív felvételeket használva fel keltették életre személyét.
Bár Franco trashfilmjei meghatározók karrierjében, mégis rengeteg komoly, igényes filmje is van filmográfiájában neves francia rendezőktől.